# Nový Salaš
Nový Salaš (in ungherese Újszállás) è un comune della Slovacchia facente parte del distretto di Košice-okolie, nella regione di Košice.